# Let's dance (The Cats)
Let's dance is een single van The Cats die werd uitgebracht in 1972. Hetzelfde jaar verscheen het nummer op hun lp Signed by The Cats. De single werd bekroond met goud.
Let's dance werd geschreven door Piet Veerman. Op de B-kant van de single staat het nummer I've been in love before dat werd geschreven door Cees Veerman.
Het nummer werd meer dan twintigmaal gecoverd, waaronder in het Duits, Zweeds en Fins. Covers kwamen van onder meer Pussycat, Next One, Bernard Drukker, Stef Meeder, James Last, The Fortunes, David Garrick, Franz Lambert, Kirka, de Streaplers en de October Cherries. Het lied wordt ook opgevoerd in Volendam De Musical (sinds 2010).

## Hitnotering
Van de single werden in Nederland 106.000 exemplaren verkocht. De single stond vijf weken op nummer 2 en twee weken op nummer 3 van de Top 40, waar het bij elkaar 18 weken in bleef staan. In de Single Top 100 bereikte het eveneens de nummer 2-positie. In beide lijsten, maar ook in Belgïe werden The Cats van de eerste plaats afgehouden door Earth & Fires Memories en Mouth & MacNeals Hello-a.

### Nederlandse Top 40
| Hitnotering: week 19 t/m 36 1972 | Hitnotering: week 19 t/m 36 1972 | Hitnotering: week 19 t/m 36 1972 | Hitnotering: week 19 t/m 36 1972 | Hitnotering: week 19 t/m 36 1972 | Hitnotering: week 19 t/m 36 1972 | Hitnotering: week 19 t/m 36 1972 | Hitnotering: week 19 t/m 36 1972 | Hitnotering: week 19 t/m 36 1972 | Hitnotering: week 19 t/m 36 1972 | Hitnotering: week 19 t/m 36 1972 | Hitnotering: week 19 t/m 36 1972 | Hitnotering: week 19 t/m 36 1972 | Hitnotering: week 19 t/m 36 1972 | Hitnotering: week 19 t/m 36 1972 | Hitnotering: week 19 t/m 36 1972 | Hitnotering: week 19 t/m 36 1972 | Hitnotering: week 19 t/m 36 1972 | Hitnotering: week 19 t/m 36 1972 | Hitnotering: week 19 t/m 36 1972 | Hitnotering: week 19 t/m 36 1972 |
| Week:                            | 1                                | 2                                | 3                                | 4                                | 5                                | 6                                | 7                                | 8                                | 9                                | 10                               | 11                               | 12                               | 13                               | 14                               | 15                               | 16                               | 17                               | 18                               |                                  |                                  |
| -------------------------------- | -------------------------------- | -------------------------------- | -------------------------------- | -------------------------------- | -------------------------------- | -------------------------------- | -------------------------------- | -------------------------------- | -------------------------------- | -------------------------------- | -------------------------------- | -------------------------------- | -------------------------------- | -------------------------------- | -------------------------------- | -------------------------------- | -------------------------------- | -------------------------------- | -------------------------------- | -------------------------------- |
| Positie:                         | 19                               | 5                                | 2                                | 3                                | 3                                | 2                                | 2                                | 2                                | 2                                | 4                                | 6                                | 12                               | 18                               | 20                               | 26                               | 32                               | 38                               | 39                               | uit                              |                                  |

### NederlandseDaverende 30
| Positie: | 23 | 7 | 3 | 2 | 3 | 2 | 2 | 2 | 2 | 3 | 6 | 9 | 15 | 24 | uit |

### BelgischeBRT Top 30
| Positie: | 27 | 18 | 18 | 9 | 8 | 6 | 3 | 2 | 2 | 4 | 4 | 6 | 14 | 24 | uit |

### VlaamseUltratop 30
| Positie: | 20 | 10 | 8 | 6 | 4 | 3 | 2 | 2 | 2 | 5 | 6 | 9 | 16 | 28 | uit |

### NPO Radio 2 Top 2000
| Nummer met noteringen in de NPO Radio 2 Top 2000 | '99  | '00 | '01  | '02  | '03  | '04  | '05  | '06  | '07  | '08  | '09  | '10  |
| ------------------------------------------------ | ---- | --- | ---- | ---- | ---- | ---- | ---- | ---- | ---- | ---- | ---- | ---- |
| Let's dance                                      | 1214 | -   | 1344 | 1863 | 1513 | 1708 | 1605 | 1534 | 1888 | 1646 | 1857 | 1796 |

1. ↑  Een '-' betekent dat het nummer niet was genoteerd en een vetgedrukt getal geeft de hoogste notering aan.
2. ↑  Deze tabel is bijgewerkt tot en met de laatste editie (2024).

### Evergreen Top 1000
| Evergreen Top 1000 "Let's dance" | Evergreen Top 1000 "Let's dance" | Evergreen Top 1000 "Let's dance" | Evergreen Top 1000 "Let's dance" | Evergreen Top 1000 "Let's dance" | Evergreen Top 1000 "Let's dance" | Evergreen Top 1000 "Let's dance" | Evergreen Top 1000 "Let's dance" | Evergreen Top 1000 "Let's dance" | Evergreen Top 1000 "Let's dance" | Evergreen Top 1000 "Let's dance" | Evergreen Top 1000 "Let's dance" | Evergreen Top 1000 "Let's dance" | Evergreen Top 1000 "Let's dance" | Evergreen Top 1000 "Let's dance" | Evergreen Top 1000 "Let's dance" | Evergreen Top 1000 "Let's dance" |
| Jaar                             | 2008                             | 2009                             | 2010                             | 2011                             | 2012                             | 2013                             | 2014                             | 2015                             | 2016                             | 2017                             | 2018                             | 2019                             | 2020                             | 2021                             | 2022                             | 2023                             |
| -------------------------------- | -------------------------------- | -------------------------------- | -------------------------------- | -------------------------------- | -------------------------------- | -------------------------------- | -------------------------------- | -------------------------------- | -------------------------------- | -------------------------------- | -------------------------------- | -------------------------------- | -------------------------------- | -------------------------------- | -------------------------------- | -------------------------------- |
| Positie                          | -                                | 743                              | 736                              | 736                              | 788                              | 235                              | 465                              | 459                              | 461                              | 319                              | 304                              | 188                              | 237                              | 241                              | 201                              | 150                              |